# Karim Chalili

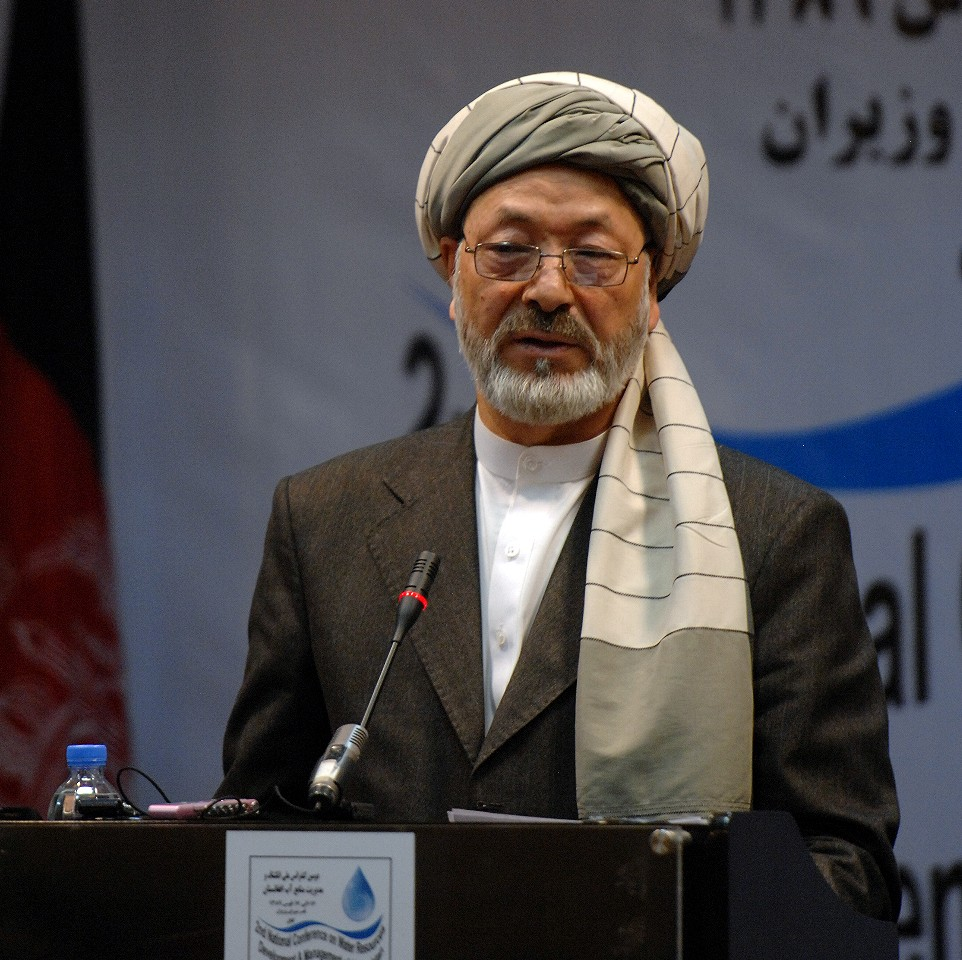
Karim Khalili

Mohammad Karim Chalili (persisch محمد کریم خلیلی‎; * 1950 in Qala-yi Chesh, Provinz Wardak, auch Abdul Karim Khalili) war zweiter Vizepräsident Afghanistans in der Regierung von Hamid Karzai. Chalili wurde 2002 bereits zum Vizepräsidenten ernannt, im Jahr 2004 wurde er im Zuge der Wahl Karzais in dieses Amt gewählt, das er bis zum Ende der Karzai-Regierung 2014 innehatte. Seit 1989 ist er einer der wichtigsten Führer der Hizb-i Wahdat, einer Partei der ethnischen Minderheit der Hazara.
Chalili besuchte eine religiöse Schule; er beteiligte sich aktiv am afghanischen Widerstand während der sowjetischen Invasion. In den frühen 1990er Jahren fungierte er auch als Finanzminister in der Regierung der Mudschaheddin.
In einem Bericht der Afghanischen Menschenrechtskommission (AIHRC) zu der Zeit zwischen 2003 und 2005 wurde er beschuldigt, an Menschenrechtsverletzungen beteiligt gewesen zu sein.
Laut einem Bericht der New York Times vom 23. Juli 2012, in dem über die Existenz einer Kartierung der Menschenrechtsverletzungen der AIHRC berichtet wurde, wird darin sein Name genannt.